# Roland Issen

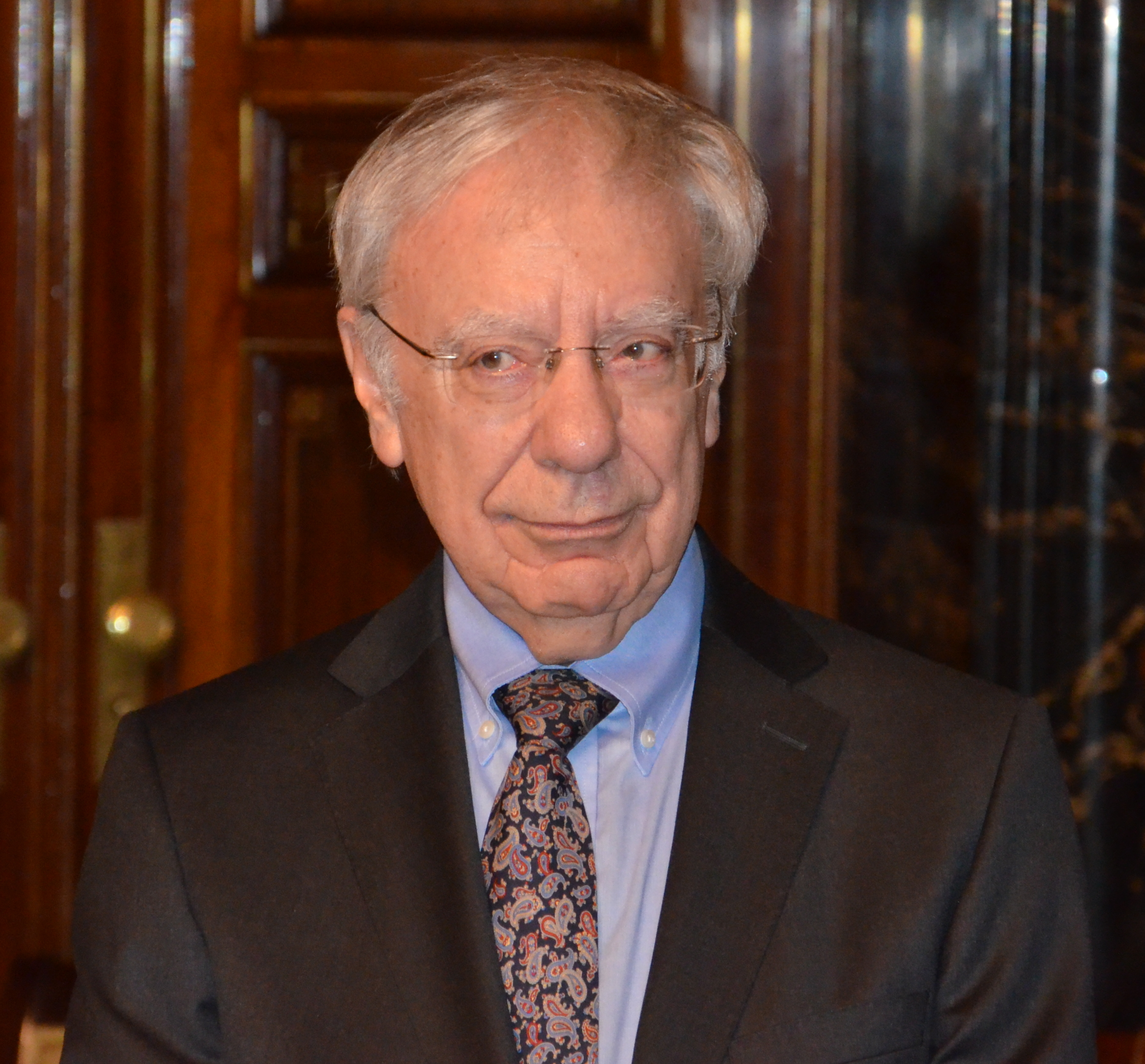
Roland Issen beim Hamburger Senatsempfang 2018

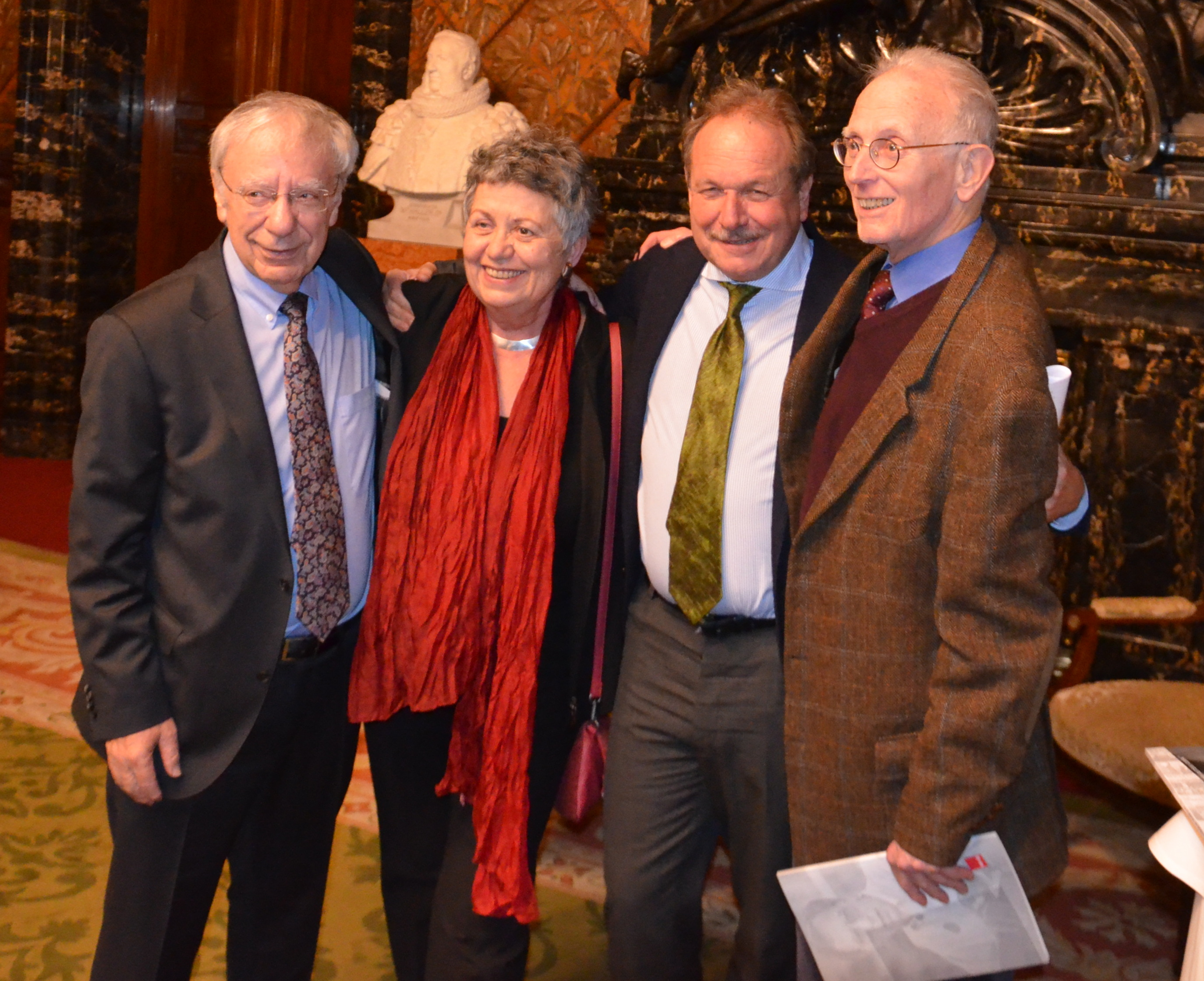
Treffen dreier Gründungsvorsitzender mit dem ver.di Vorsitzenden, Frank Bsirske am 8. Januar 2018 beim Senatsempfang für Roland Issen im Bürgermeistersaal des Hamburger Rathauses

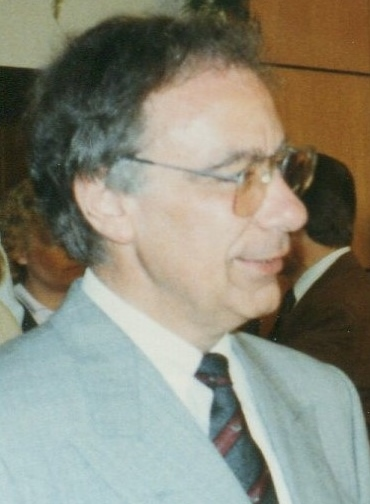
Roland Issen

Roland Issen (* 7. Januar 1938 in Münster) ist ein deutscher Gewerkschafter und Politiker (SPD). Von 1987 bis 2001 war er Vorsitzender der Deutschen Angestellten-Gewerkschaft (DAG), die heute Teil von (ver.di) ist.

## Leben
Roland Issen wurde als Sohn eines selbstständigen Kaufmanns in Münster/Westfalen geboren und wuchs im nahen Telgte auf. Sein Vater war Gegner der Nationalsozialisten und ist aus politischen Gründen Ende 1939 in die Niederlande zu Verwandten geflüchtet. Er ist später, als die Deutschen dann die Niederlande besetzt hatten, von den Nazis umgebracht worden. „Ich habe meinen Vater überhaupt nicht bewusst erlebt“. Er war ab 1962 Zeitsoldat und studierte nach dem Erwerb der Hochschulreife an einer Abendschule in Hamburg Volkswirtschaftslehre an der Hamburger HWP. Dieses wurde durch ein Stipendium der DAG finanziert und verpflichtete ihn, danach bei der Gewerkschaft zu arbeiten.
Seit 1964 arbeitete er als Diplomvolkswirt in der DAG. Im Jahr 1978 wurde er in den Bundesvorstand der DAG gewählt (Tarif- und Betriebspolitik). 1987 übernahm er als Nachfolger von Hermann Brandt den Vorsitz im Vorstand der DAG und leitete eine Annäherung an den Deutschen Gewerkschaftsbund (DGB) ein, die 2001 zur Gründung der Vereinten Dienstleistungsgewerkschaft (ver.di) führte.
Er gehörte für die SPD 13 Jahre der Hamburgischen Bürgerschaft (1978–1991) an. Er war zweimal Mitglied der Bundesversammlung, in der 1994 Roman Herzog und 1999 Johannes Rau zum Bundespräsidenten gewählt wurden.
In den Jahren 1983 bis 2012 war er Mitglied des ZDF-Fernseh- und Verwaltungsrats, stellv. Vorsitzende des Fernsehrates, Mitglied des Programmbeirats der ARTE-Deutschland TV GmbH.
Issen war Mitglied in den Aufsichtsräten bei der Deutschen Lufthansa AG, der Deutschen Shell AG, der GEHAG AG, einem großen Wohnungsbauunternehmen in Berlin.
Mitglied des Vorstandes der Bundesanstalt für Arbeit (BA) war Roland Issen in den Jahren 1980 bis 2002.
Auch international war er für die Gewerkschaften tätig: Von 1990 bis 2001 Mitglied des Exekutivausschusses des Europäischen Gewerkschaftsbundes (EGB), 1992 bis 1997 stellv. Präsident der Euro-FIET (Internationaler Bund der Privatangestellten) und 1998 bis 1999 Präsident der Euro-FIET und Mitglied des Weltvorstandes der FIET, 1999 bis 2001 Präsident der UNI-Europa.
Von 1990 bis 1998 Mitglied im Verwaltungsrat der Treuhandanstalt.
„Roland Issen hat früh erkannt, dass Gegnerschaft unter Gewerkschaften keinen Sieger haben kann. Und er hat daraus Konsequenzen gezogen“, sagt der ver.di-Bundesvorsitzende Frank Bsirske. „Dass es mit ver.di heute eine starke Vereinte Dienstleistungsgewerkschaft für die Arbeitnehmerinnen und Arbeitnehmer in Deutschland gibt, verdanken wir ihm in hohem Maße mit“.

## Zitat
„Ich habe die Gründung von ver.di betrieben, weil ich die Notwendigkeit gesehen habe, dass die Struktur der deutschen Gewerkschaftsbewegung einer grundlegenden Reform bedurfte.“

## Auszeichnungen
1999 erhielt Roland Issen das Große Bundesverdienstkreuz.

## Privates
Er ist verheiratet und Vater einer Tochter, die Kulturmanagerin in Hamburg ist.